# Robledillo de Gata
Robledillo de Gata (Robreíllu en extremeño) es un municipio español de la provincia de Cáceres, en la comunidad autónoma de Extremadura. El término municipal tiene una población de 94 habitantes (INE 2024). Sus construcciones de adobe y madera le confieren un sabor eminentemente serrano.

## Geografía
Robledillo limita con:
- El Sahúgo y Martiago al norte;
- Pinofranqueado al este y sureste;
- Descargamaría al oeste y suroeste.

## Historia
A mediados del siglo XIX la villa tenía contabilizada una población de 657 habitantes. Aparece descrita en el decimotercer volumen del Diccionario geográfico-estadístico-histórico de España y sus posesiones de Ultramar de Pascual Madoz de la siguiente manera:

ROBLEDILLO DE GATA: v. con ayunt. en la prov., y aud. terr. de Cáceres (20 leg.). part. jud. de Hoyos (5). dióc. de Ciudad-Rodrigo (7), c. g. de Estremadura (Badajoz 34): sit. en una pendiente áspera entre 2 sierras al E. y O., es de clima templado, reinan los vientos N. y se padecen inflamatorias: tiene 139 casas, la del ayuntamiento; cárcel; escuela sostenida por la retribucion de los 40 niños de ambos sexos, que concurren; igl. parr. (La Asuncion de Nra. Sra.) con curato de entrada y provision apostólica y ordinaria; una ermita (el Sto. Cordero); 3 en los afueras con la advocacion de San Miguel, en una ligera eminencia al 0.; Sto. Cristo y San Blas, al S., y el cementerio al E.: se surte de aguas potables en 3 fuentes dentro del pueblo, y otros manantiales en las inmediaciones, todas abuntantes y de esquisita calidad. Confina el térm. por N. con los de Sahugo; Martiago v Agallas (Salamanca); E. concejo del Pino-Franqueado: S. y O. Descarga-Maria, á dist. de 1 1/2 leg. por el primer punto, y 1/4 por los demas, y comprende 100 fan. de tierra cultivada, algunos olivos y castaños y bastante viñedo. Le baña el r. Arrago, que nace dentro de este térm. y pasa junto al pueblo al O., sangrándose para el riego de huertos. El terreno es muy quebrado y de inferior calidad: los caminos vecinales, pasando á Castilla un puerto descuidado; el correo se recibe en Gata por propio cada ocho días. prod.: vino, aceite, castañas, legumbres y frutas, se mantiene ganado cabrio, colmenas y el mular necesario para arrieria y laboreo, y se cria caza de todas clases y y miel, importando de retorno cereales. pobl.: 120 vec., 657 alm. cap. prod.: 1.670,000 rs. imp.: 83,500. contr.: 10,558 rs. 18 mrs. presupuesto municipal 3,000 del que se pagan 1,000 al secretario por su dotacion y se cubre con el producto de propios y arbitrios. Se llama también este pueblo, Robledillo de Valdeárrago.
(Madoz, 1849, pp. 522-523)

En 2019 ingresó en la asociación de Los Pueblos Más Bonitos de España.

## Patrimonio
La localidad fue declarada bien de interés cultural mediante el "Decreto 39/1994, de 7 de marzo, por el que se declara Bien de Interés Cultural, con categoría de Conjunto Histórico la localidad de Robledillo de Gata", publicado en el Diario Oficial de Extremadura el 15 de marzo de 1994. Código RI-53-0000430.
Su emplazamiento y la modestia de las vías de comunicación que permiten el acceso han permitido su conservación, como destacado conjunto de arquitectura doméstica y popular, manifestándose como uno de los mejores exponentes provinciales de núcleos urbanos de carácter rural.
Tiene la localidad una tipología de trazado medieval parcial, con lenta tendencia a la alteración. La tipología funcional es predominantemente agrícola, también residencial-doméstica, y la tipología edificatoria es de tipo popular. La disposición de la localidad en la pendiente permite contemplar el escalonamiento de casas y calles, lo que incrementa aún más su valoración plástica. El casco de la población tiene forma de un alargado embudo, con su lado más ancho en la parte sur. Las calles son empinadas, angostas y sinuosas, algunas de ellas transcurren bajo pasadizos o casas voladas, formando pequeños túneles. En cualquier caso, este elemento proporciona a las calles un interesante efecto de luces y
sombras.

### Arquitectura popular

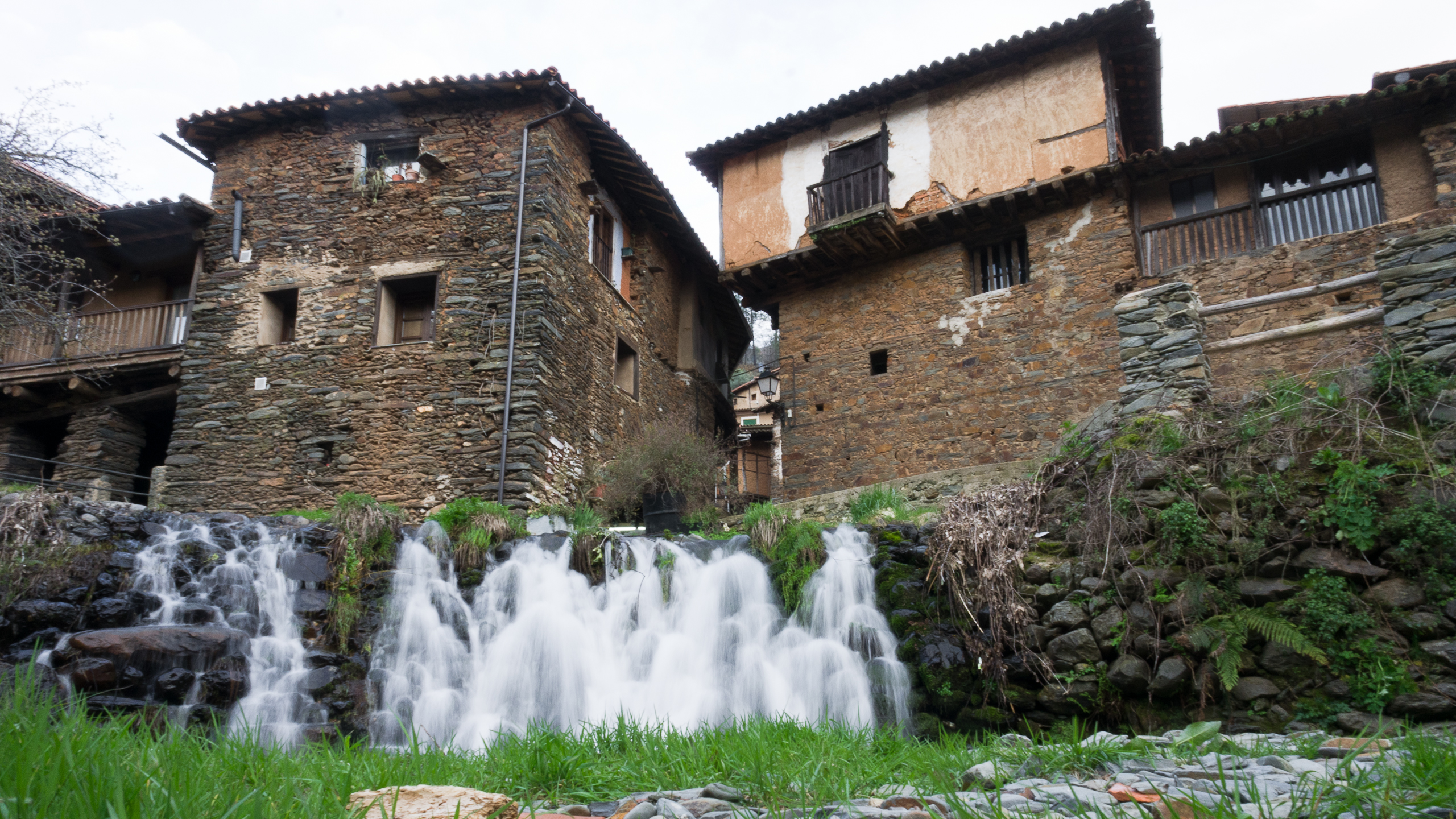
Robledillo de Gata con el río Árrago en primer plano.

Las casas presentan características uniformes. Los muros son de adobe, en ocasiones pintado alrededor de puertas y ventanas, generalmente de color natural, produciendo una atractiva tonalidad ocre-siena de efecto muy característico de la población. Otras viviendas están realizadas en mampostería muy menuda, con lajas de pizarra en las esquinas. Una y otra solución se alternan con entramado de madera, incluso de cañizo en algunos lienzos de adobe.
Como se ha señalado, los aleros de madera suelen ser muy pronunciados, de modo que en las calles más estrechas se unen a los de la fachada opuesta haciendo pasadizos; apoyan los aleros
en canes de madera sin forma especial.
Las casas tienen balconada corrida, secaderos y terrados con balaustres y estructura de madera, sustentándose en algunos casos sobre grandes y vigas de madera. Las dependencias agrícolas se encuentran en la misma vivienda.
Es frecuente encontrarse en los grandes balcones piñas de maíz secándose, elemento que confiere al conjunto cierta personalidad. Las puertas son adinteladas, con hojas de madera, precediéndolas unos escalones. La fachada no suele contar con muchas ventanas; éstas son adinteladas y de reducidas dimensiones, con vigas de madera como dinteles, estando su entorno blanqueado.
El segundo piso cobija la vivienda propiamente dicha. La estancia principal es la cocina, en torno a ella se sitúan las demás dependencias. La última planta está ocupada por doblado o desván y por los balcones voladizos, cubiertos y con balaustrada de madera; este último piso apenas tiene ventanas. Los tejados son a dos aguas, bastante prolongados, cubriéndose
con teja árabe.

### Monumentos religiosos

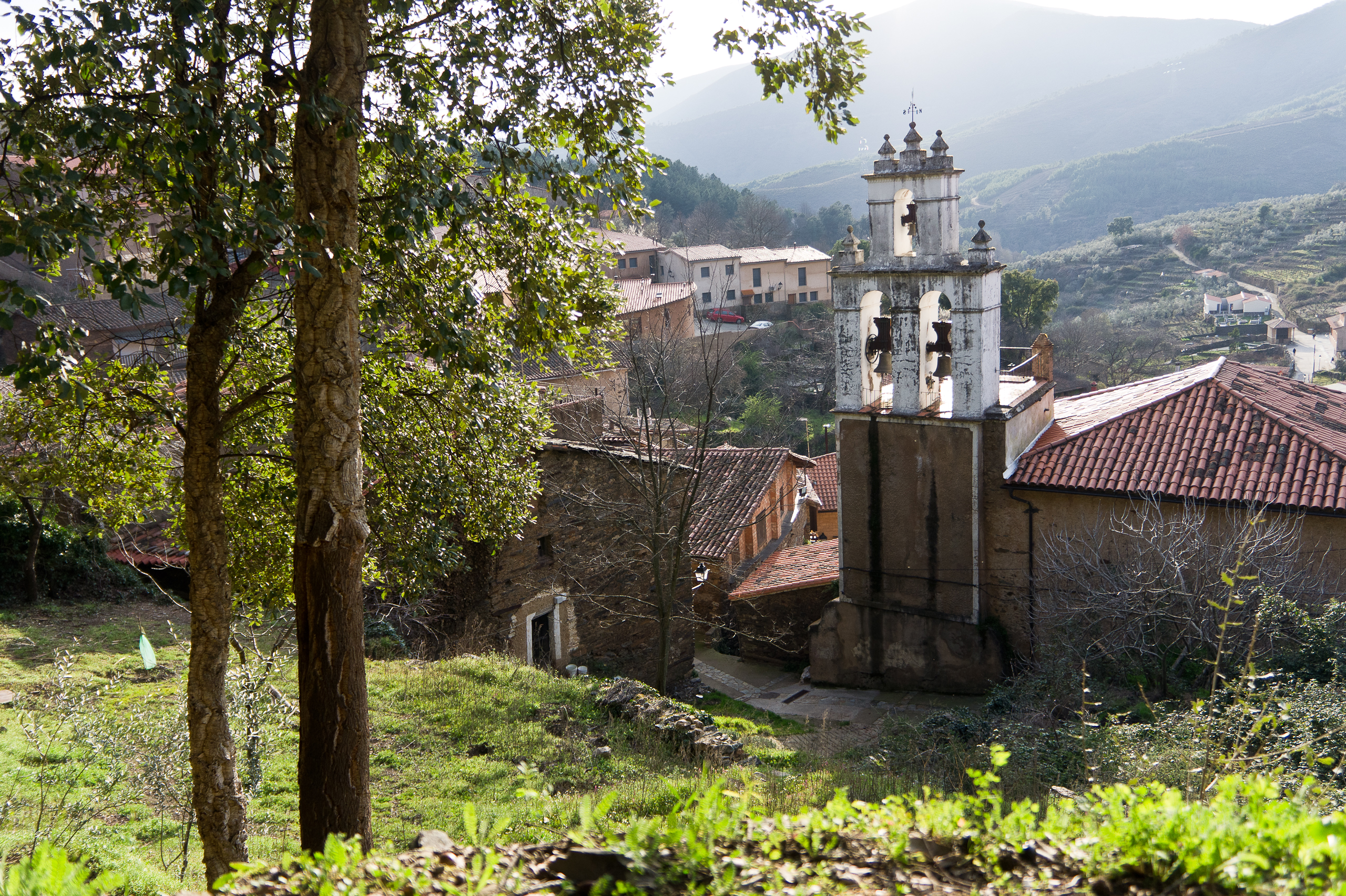
Iglesia de Robledillo de Gata.

En cuanto a los edificios religiosos que configuran el casco urbano destacan notablemente su iglesia parroquial, dedicada a Nuestra Señora de la Asunción, obra del siglo XVI, de planta rectangular, de una sola nave, dividida en cuatro tramos, cubiertos por techo de madera a dos vertientes. Sobresale la cubierta mudéjar de la sacristía. La iglesia depende del párroco de Cadalso en la Diócesis de Coria-Cáceres.
Además del templo parroquial, cuenta la población con tres ermitas; la del Cordero, del siglo XVl; la del Humilladero, del siglo XVl, y la dedicada a San Miguel, cuya fábrica es de mampostería a base de pizarra y enlucida.

## Heráldica
El escudo de Robledillo se define así:

Escudo tajado. Primero, de azur, jarrón con azucenas, todo de plata. Segundo, de plata, roble arrancado de sinople. Al timbre corona real cerrada.

## Demografía
Robledillo de Gata cuenta con una población de 94 habitantes (INE 2024).
| Gráfica de evolución demográfica de Robledillo de Gata entre 1842 y 2021                                            |
| |
| Población de derecho según los censos de población del INE Población de hecho según los censos de población del INE |